# Open Media Network
Open Media Network (OMN) fue una red P2PTV que proveía la distribución de programas educacionales y públicos. La red fue fundada en 2005 por los pioneros de Netscape Communications Corporation Mike Homer y Marc Andreessen. Después de operar por un periodo beta extendido, el desarrollo se terminó por la seria enfermedad y la posterior muerte del fundador Homer en 2009.
La red OMN operó como una gran red centralizada para la distribución gratuita de radio y contenido de televisión por medio de P2P, descrita como "parte TiVo, parte intercambio de archivos BitTorrent". El cliente para la red OMN estuvo disponible para Mac OS X de Apple (pero no para Macs basadas en Intel hasta octubre de 2007) y para Microsoft Windows (XP y 2000, pero no para Vista hasta octubre de 2007).
La infraestructura de OMN era impulsada por la tecnología de red Kontiki, una alternativa comercial a BitTorrent.
La cadena de televisión estadounidense Public Broadcasting Service (PBS) lanzó una iniciativa "descarga para tener" con OMN y Google que permitía a los usuarios adquirir episodios de los programas más populares de PBS por medio de la Internet para verlos en cualquier momento y en cualquier lugar. Los pagos para las descargas de vídeos iban desde $2 a $8 (U.S.). Los archivos de vídeo estaban disponibles en cualquier formato que el productor eligiera, incluyendo WMV, QuickTime y el formato de Google GVI.